# Cá tầm sao
Cá tầm sao (Acipenser stellatus), trong tiếng Nga gọi là "sevruga" (cеврюга), là một loài cá tầm có nhiều tại các con sông chảy ra biển Đen và biển Azov. Chúng có mõm dài và nhọn, tương tự như ở sterlet (xem dưới đây), nhưng chỉ có một râu không tua. Mặc dù có kích thước chỉ cỡ một nửa các loài trên đây, nhưng giá trị của nó thì không thua kém, thịt của nó được đánh giá cao hơn và trứng cũng như thạch từ loài này có giá cao hơn. Năm 1850 người ta thông báo rằng mỗi năm có trên 1 triệu cá tầm này được đánh bắt.